# Rag'n'Bone Man
Rory Graham, mer känd som Rag'n'Bone Man, född 29 januari 1985, är en brittisk blues- och soulsångare från Uckfield i England. Han är bosatt i Catford, Södra London.

## Karriär
När han var 15 var han MC i en Drum and bass-grupp i sin hemstad Uckfield. Han flyttade några år senare till Brighton där han några år senare klev upp på den lokala bluespubens scen och fick överväldigande respons, det var där Grahams karriär satt igång rejält.  Innan han började jobba med musik på heltid arbetade han som personlig assistent för personer med Aspergers och Downs syndrom.
2012 släppte Graham sin första EP "Bluestown" som fick bra kritik. Hans stora genombrott kom dock med albumet "Wolves" som fick översvallande recensioner och där han även skrivit kontrakt med Columbia Records.
Graham har gjort samarbeten med Bastille och turnerat med bl.a. Tom Odell.

## Diskografi

### Studioalbum[7]
- Wolves (2014)
- Human (2017)

### EP[7]
- Bluestown (2012)
- Dog'n'Bone (2013)
- Put That Soul on Me (2014)
- Disfigured (2015)

### Singlar[4]
| År   | Namn              | Album         |
| ---- | ----------------- | ------------- |
| 2014 | Hard Came On Rain | Disfigured EP |
| 2016 | Healed            | Human         |
| 2016 | Human             | Human         |